# Обри Синклер
Обри Синклер (англ. Aubrey Sinclair; род. 26 декабря 1997, Лас-Вегас, Невада) — американская порноактриса и эротическая фотомодель.

## Биография
Родилась и выросла в Лас-Вегасе, штат Невада. Начала карьеру в порноиндустрии в конце 2016 года в возрасте 19 лет.
Снималась для таких студий, как Reality Kings, Bangbros, Naughty America, Girlsway, Mile High, Digital Sin, Girlfriends Films, Wicked Pictures, Digital Playground, New Sensations, Brazzers, Jules Jordan Video и др.
В феврале 2018 года впервые снялась в сцене анального секса для студии Jules Jordan Video. В этом же месяце была названа «Амбассадором месяца» эротического журнала Bang!.
На сегодняшний день снялась в более чем 100 фильмах.

## Награды и номинации
| Год  | Награда           | Результат | Категория                                | Фильм  |
| ---- | ----------------- | --------- | ---------------------------------------- | ------ |
| 2018 | Spank Bank Awards | Номинация | POV Perfectionist of the Year            | н/д    |
| 2018 | Spank Bank Awards | Номинация | Threesome Savant of the Year             | н/д    |
| 2019 | AVN Awards        | Номинация | Лучшая актриса в короткометражном фильме | Rental |